# Europa Democrazia Esperanto
Europa Democrazia Esperanto (in esperanto Eŭropo Demokratio Esperanto), o  E°D°E°, è un'alleanza politica europea nata nel 2003, che dal 2004 presenta proprie liste in Francia per le elezioni del Parlamento Europeo. In occasione delle elezioni europee del 2009, EDE ha presentato una propria lista anche in Germania.  
La struttura del partito è di tipo federale, con sede centrale a Strasburgo, e si articola in sedi nazionali presenti in venti Stati membri dell'Unione Europea.  

## Ideologia
Lo scopo di questo partito è di promuovere la lingua internazionale esperanto a livello europeo come seconda lingua di tutti gli Stati membri (per facilitare la comunicazione diretta tra gli europei) ed allo stesso tempo di renderla lingua ausiliaria ufficiale dell'intera Unione europea per facilitare i contatti tra i membri di paesi differenti.
(Programma ufficiale)
Oggi EDE si struttura a livello europeo e lotta per l'uguaglianza dei cittadini nell'Unione Europea.

## L'EDE e il movimento esperantista
In seno al movimento esperantista, l'attivismo politico dell'EDE ha suscitato un documentato dibattito, che vede contrapposti i fautori dell'assoluta neutralità politica del movimento e i sostenitori di un maggiore attivismo degli esperantisti anche sul piano partitico ed elettorale. 
Alcuni esperantisti vorrebbero che l'EDE rinunciasse alla sua neutralità politica (vedi SAT). Altri, al contrario, vorrebbero una neutralità politica più forte e reclamano per questa ragione la dissoluzione dell'EDE. Quest'ultima afferma però di posizionarsi al di sopra dei dibattiti, dichiarando che l'esperanto non è un'idea politica ma uno strumento indispensabile alla democrazia per permettere il dibattito politico. Ci sono inoltre degli esperantisti che criticano EDE affermando che l'esperanto è una lingua internazionale e che adottarla attraverso le elezioni europee rischierebbe di bloccare le riforme d'internazionalizzazione di questa lingua ad un vocabolario essenzialmente europeo.

## Risultati elettorali

### Elezioni europee
Il partito non mira a raccogliere un numero elevato di voti ma vuole approfittare delle elezioni per far conoscere l'esperanto al grande pubblico e proporlo come lingua comune ausiliaria dell'Unione Europea, in affiancamento alle lingue nazionali. Sul piano strategico, l'obiettivo di EDE è sollecitare i partiti di massa a interessarsi della questione linguistica, secondo il modello operativo inaugurato dalle liste ecologiste.   
EDE, che ha presentato delle liste in sette delle otto grandi circoscrizioni elettorali francesi, ha ottenuto in tutto, in occasione dello scrutinio del 13 giugno 2004, 25.259 voti, cioè circa lo 0,15% dei voti totali. 
| Regione   | Capo lista          | Voti   | Percentuale |
| Parigi    | Georges Kersaudy    | 5 789  | 0,21%       |
| Est       | B.Schmitt           | 5 336  | 0,24%       |
| Ovest     | Denis-Serge Clopeau | 4 926  | 0,19%       |
| Sud-Ovest | Thierry Saladin     | 3 687  | 0,15%       |
| Sud-Est   | Christian Garino    | 2 559  | 0,09%       |
| Centro    | J-P. Tonnieau       | 2 174  | 0,15%       |
| Nord      | B. Hugon            | 788    | 0,03%       |
| TOTALE    |                     | 25 259 | 0,15%       |

Alle successive elezioni europee (2009) il partito si è presentato in Germania (circoscrizione unica nazionale) e in Francia (in otto circoscrizioni). Nel primo Paese ha ottenuto 11.772 voti, pari allo 0,045%, nel secondo invece 28.944, pari allo 0,17%.
Alle elezioni europee del 2014 si è presentato in tutte le circoscrizioni francesi sotto il nome di «Espéranto, langue commune équitable pour l’Europe», ottenendo 33.115 voti (0,17%).
Alle elezioni europee del 2019, sotto lo stesso nome, ha ottenuto 18.569 voti (0,08%).

### Altre elezioni
Alle elezioni legislative in Francia del 2012 i suoi candidati Jérémy Bizet e Robert Baud hanno ottenuto rispettivamente lo 0,90% e lo 0,32% dei voti: il primo nell'undicesima circoscrizione degli Yvelines e l'altro nella prima circoscrizione dell'Alta Garonna.